# Macolor
Macolor es un género de peces de la familia Lutjanidae y de la orden de los Perciformes.

## Especies
- Macolor macularis (Fowler, 1931)
- Macolor niger (Forsskål, 1775)

- Datos: Q2158236
- Multimedia: Macolor / Q2158236
- Especies: Macolor